# برخورددهنده اف سی سی

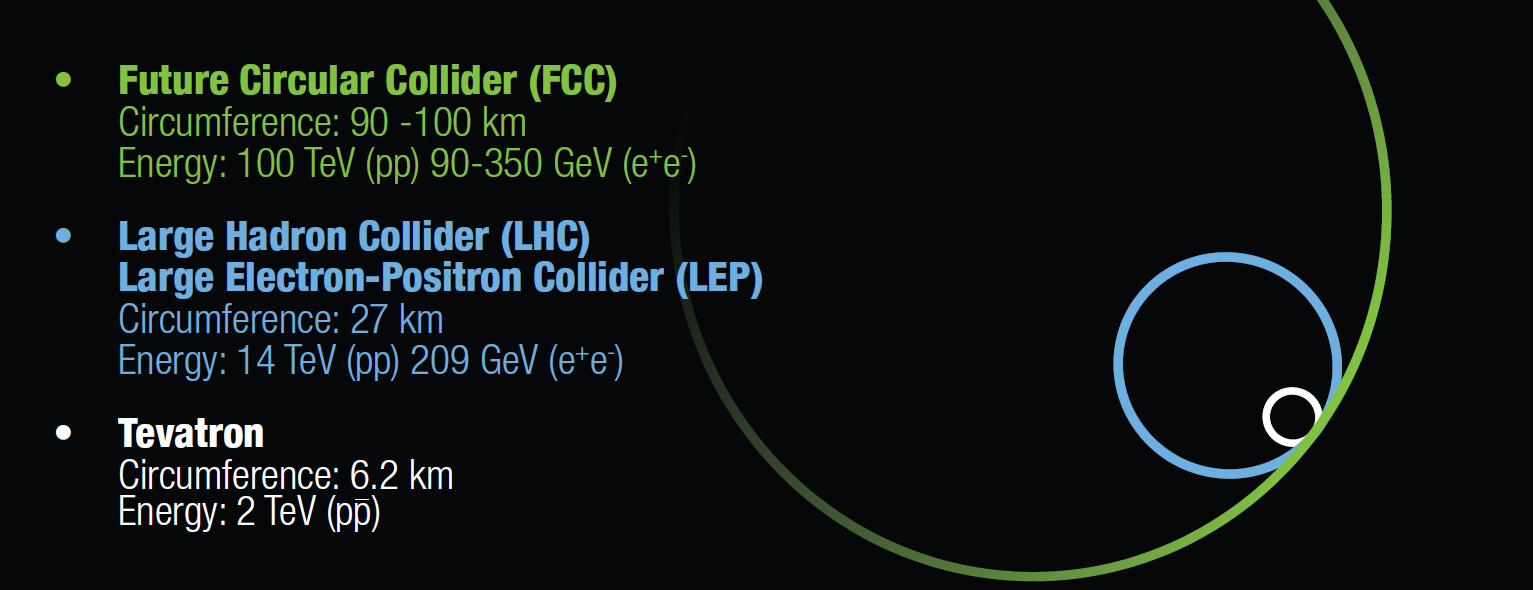
اندازهٔ برخورددهندهٔ دایره‌ای مورد بررسی اف سی سی در مقایسه با برخورددهنده‌های دایره‌ای پیش از آن.

برخورددهنده اف سی سی (به انگلیسی: Future Circular Collider)، یک بررسی مفهومی است که با هدف ایجاد و توسعهٔ طرح‌هایی برای یک شتاب‌دهندهٔ ذرات پس از برخورددهنده هادرونی بزرگ (LHC) با ظرفیت انرژی تا مقدار قابل توجهی بالاتر از محدودیت‌های برخورددهنده‌های دایره‌ای قبلی: (SPS) بزرگترین شتاب‌دهنده پروتون، تواترون، (LHC) برخورددهندهٔ هادرونی بزرگ است. پس از تزریق در 3.3 TeV، هر پرتو در کل دارای ۵۶۰ مگا ژول انرژی خواهد بود. در برخورد با 100 TeV این مقدار تا ۱۶٫۷ گیگا ژول افزایش می‌یابد. این مقدارهای کلی انرژی تقریباً ۳۰ برابر بیش از برخورددهنده هادرونی بزرگ (LHC) فعلی است.
بررسی برخورددهندهٔ اف سی سی به برآورد قابلیت‌های مختلف سناریوهای ذرات مختلف با هدف افزایش قابل توجه انرژی و تابندگی، در مقایسه با برخورددهنده‌های موجود می‌پردازد. هدف آن تکمیل طرح‌های فنی موجود برای برخورددهنده‌های خطی الکترون / پوزیترون (ILC و CLIC) است.
تأکید این بررسی بر روی پروتون / پروتون (هادرون) و برخورد الکترونی / پوزیترون (لپتون) است در حالی که سناریوی هادرون / لوتن نیز مورد بررسی است. این مطالعه به بررسی پتانسیل برخورددهنده‌های دایره‌ای هادرون و لپتون می‌پردازد، انجام تجزیه و تحلیل مفاهیم زیرساخت‌ها و عملیات و با توجه به برنامه‌های تحقیق و توسعه فناوری که برای ساخت و استفاده از یک برخورددهندهٔ دایره‌ای آینده مورد نیاز است.